# Charles Allsopp
Charles Henry Allsopp, VI barón de Hindlip (5 de agosto de 1940 – 5 de junio de 2024), fue un noble hereditario y empresario británico, miembro de la Cámara de los Lores desde 1993 hasta 1999.
Su carrera principal fue en Christie's, la casa de subastas de bellas artes, donde fue Gerente General de Christie's Nueva York y más tarde Presidente de Christie, Manson & Woods y finalmente de Christie's International.

## Biografía
El hijo mayor del quinto Barón Hindlip por su matrimonio con Cecily Valentine Jane Borwick, hija del Teniente Coronel Malcolm Borwick, Hindlip nació en Haselbech Hall en Northamptonshire. Fue educado en Eton College. Hindlip sirvió en los Guardias Coldstream desde 1959 hasta 1962, cuando se unió a Christie's. Solo tres años después, fue nombrado Gerente General de Christie's Nueva York, donde permaneció hasta 1970. Al regresar a Londres, fue director de Christie, Manson & Woods desde 1970, Vicepresidente desde 1985 y Presidente desde 1986 hasta 1996, cuando asumió como Presidente de Christie's International, cargo que ocupó hasta 2002. De 2003 a 2004, fue Vicepresidente de Agnew's.
Hindlip sucedió a su padre como el 6.º Barón Hindlip en 1993, convirtiéndose en miembro de la Cámara de los Lores. Su último discurso allí, el 10 de febrero de 1999, fue sobre el tema del droit de suite.
De 1989 a 2000, fue Fideicomisario del Chatham Historic Dockyard y miembro de White's y Pratt's.
Hindlip murió en su casa en Dorset el 5 de junio de 2024, a los 83 años.

## Matrimonio e hijos
Hindlip se casó con Fiona Victoria Jean Atherley (1947–2014), hija del Hon. William Johnston McGowan, segundo hijo de Harry McGowan, I barón de McGowan, el 18 de abril de 1968. Vivieron en Lydden House, King's Stag, cerca de Hazelbury Bryan, Dorset. Tuvieron cuatro hijos:
- Hon. Kirstie Mary Allsopp (nacida el 31 de agosto de 1971)
- Henry William Allsopp, 7.º Barón Hindlip (nacido el 8 de junio de 1973)
- Hon. Sophia Atherley Allsopp (nacida en 1980)[6]
- Hon. Natasha Fiona Allsopp (nacida en 1986)[7]

## Honores
- 1998: Caballero de la Legión de Honor (Francia)[1]

## Escudo de armas
|  | Corona Una corona de un Barón Cimera Un chorlito sosteniendo en el pico una espiga de trigo de oro de pie sobre una punta de flecha también de oro Escudo De sable, tres puntas de flecha en chevron de oro entre tres palomas levantadas de plata, cada una sosteniendo en el pico una espiga de trigo de oro Soportes A cada lado, un perro de caza adornado con un par de correas adecuadas Lema Festina Lente (Apresúrate lentamente) |